# Conan Exiles
Conan Exiles è un videogioco del 2018 creato e sviluppato dalla casa produttrice norvegese Funcom, è uscito per le piattaforme PlayStation 4, Xbox One e Microsoft Windows. Il videogioco è incentrato sul racconto del barbaro Conan.

## Trama
L'inizio del gioco mostra una intro raccontata in prima persona dallo stesso Conan, doppiato nell'unica versione del gioco, quella in inglese, da Matthew Waterson, che libera una ragazza esule appesa a una croce e insieme a lei combatte diversi tipi di creature e bestie feroci e assassine, come del resto viene mostrato sulla copertina del gioco. Terminata la battaglia contro queste fortissime creature, Conan e la ragazza si separano e lei stessa, come avrebbe fatto il suo liberatore, procede col mestiere di barbaro per porre fine alle catastrofi scatenatesi sulle terre tratte dal racconto originale, e ciò vuol dire far fuori quante più creature assassine facendole estinguere e sterminando ogni bandito malvagio che schiavizza e massacra gli innocenti.
Subito dopo la intro si apre un nuovo scenario nel deserto, e precisamente sulla Strada Degli Infelici, che mostra uno sconosciuto esule: il protagonista del gioco che come successo alla ragazza della intro è stato catturato e condannato a morire di sete nel deserto stesso come punizione per reati di cui non si sa neanche se egli sia veramente colpevole; sempre come capitato alla ragazza, il protagonista viene trovato da Conan, che fortunatamente passava da quelle parti, e liberato da quest'ultimo; il barbaro gli dà da bere dell'acqua per assicurargli la sopravvivenza e poi lo incoraggia a portare a termine alcune missioni tali e quali a quelle che completò tempo prima lui e la ragazza che liberò per diventare un barbaro valoroso e coraggioso.
Al termine del suo monologo, Conan avverte il protagonista che il percorso per diventare barbaro sarà talmente pericoloso che sarebbe stato meglio lasciare il protagonista stesso a morire sulla croce per poi augurargli buona fortuna e promettergli che si rivedranno presto; il barbaro sparisce all'orizzonte con una tempesta di sabbia che riesce ad attraversare tranquillamente mentre il protagonista è pronto a seguire il consiglio del suo salvatore e comincia a farsi strada per tutte le lande pericolose del regno raccontato nella storia originale sopravvivendo e combattendo al meglio. Grazie a tutta l'esperienza guadagnata da questa avventura riuscirà a diventare un barbaro forte e leale come Conan.